# La donna del lago
La donna del lago (La dama del llac) és una òpera en dos actes de Gioachino Rossini, amb llibret italià d'Andrea Leone Tottola, basat en la traducció francesa del poema The Lady of the Lake (1810) de Walter Scott. S'estrenà al Teatro San Carlo de Nàpols el 24 d'octubre de 1819. A Catalunya es va estrenar al Teatre de la Santa Creu de Barcelona el 17 de maig de 1823.
Va ser la primera de les òperes italianes que van basar-se en les obres romàntiques de Scott, i va marcar el començament del Romanticisme en l'obra de Rossini. Scott va tenir molta influència en el desenvolupament de l'òpera romàntica italiana fins al punt que el 1840 (vint anys després d'aquesta òpera), ja hi havia vint-i-cinc òperes italianes basades en obres seves, sent la més famosa Lucia di Lammermoor de Donizetti, de 1835. Varen seguir altres òperes en alemany, francès i anglès. S'ha assenyalat que la història bàsica de Scott prové de "l'indici d'un incident derivat del costum freqüent de Jaume V, el rei d'Escòcia, de caminar pel regne disfressat".

Escrita per al Teatre San Carlo de Nàpols, aquesta va ser la setena de les nou òperes que Rossini va escriure per a aquella casa entre 1815 i 1822. Tot i que l'estrena el 24 de setembre de 1819 no va ser un èxit, van seguir-se moltes actuacions a les principals sales europees (a més de ser presentades a Cuba i per les principals cases sud-americanes) fins al voltant de 1860, després del qual l'òpera va desaparèixer fins al 1958. En els temps moderns, les actuacions s'han produït amb força freqüència.

## Història de la composició
El període comprès entre La gazza ladra (1817) i Semiramide (1823) va estar marcat per la producció de dotze òperes de poca transcendència, a excepció de La donna del lago. Després d'haver-se vist obligat a marxar de Pesaro precipitadament el maig de 1819 (va resultar ser la seva darrera visita allà), Rossini va tornar a Nàpols a principis de juny sense cap projecte pendent, excepte per involucrar-se en la supervisió d'una nova producció de La gazza ladra. També s'havia ofert un encàrrec de la Scala de Milà per a una òpera, que esdevindria Bianca e Falliero, i estava previst per al desembre d'aquell any. De sobte, el compositor italià Gaspare Spontini es va retirar del compromís d'escriure dues òperes per a la casa de Nàpols aquella temporada, deixant així un gran buit. A Rossini se li va demanar ràpidament que escrivís una òpera per a una estrena al setembre; en comptes d'utilitzar un llibret existent, la casa va insistir en una òpera totalment nova i va acceptar el repte.
Sembla que Rossini es va sentir atret inicialment pel poema de Scott quan, segons l'opinió del musicòleg Philip Gossett, el va conèixer en traducció pel jove compositor francès Désiré-Alexandre Batton, alumne seu i guanyador del Premi de Roma aleshores a Itàlia. Rossini en va demanar una còpia i en pocs dies va informar a Batton que n'estava tan encantat que compondria una òpera basada en ell. A continuació, va fer una crida immediata al llibretista de Nàpols Andrea Leone Tottola (a qui es descriu com "una mediocritat quan es compara a persones com Felice Romani)". Més tard, el llibretista va afirmar que el tema d'"aquesta difícil tasca" havia estat escollit per l'empresari de Nàpols.
Mentre treballava en el llibret, Tottola "també estava intrigat pels contes èpics celtes d'Ossian" publicats el 1760 per James Macpherson, que afirmava haver trobat poemes escrits per un antic bard. Les traduccions publicades van adquirir popularitat internacional i van provocar una mania per idealitzar i romantitzar les Terres altes escoceses. Napoleó i Thomas Jefferson van llegir els poemes ossians, Goethe els va incloure a Els dolors del jove Werther, i Schubert i Mendelssohn els van compondre música. El jove Walter Scott també es va veure molt influenciat per ells.
Inicialment, Tottola era molt conscient de les dificultats amb què es trobava per reduir el poema èpic de Scott, amb les seves descripcions detallades del paisatge i la cultura escocesos, així com dels seus nombrosos personatges. En el seu prefaci, el llibretista ho resumia afirmant:
De fet, no és una tasca fàcil simplificar les moltes belleses i molts moments d'interès d'un poema per arribar a la direcció regular d'un drama i observar les estrictes lleis de l'escenari. Per tant, es va fer inevitable que fes alguns canvis arbitraris a l'original.
Però junts, compositor i llibretista, reflectint la mètrica poètica dels contes ossians, "es van esforçar per entreteixir el sentit d'aquests mateixos ritmes en la partitura i el llibret". Richard Osborne descriu el que van aconseguir:
És sorprenent el que ell i Tottola van aconseguir en tan poc temps: una estructura teatral complexa i sofisticada, una vena inusualment rica de melodies dramàticament viables, orquestracions exquisides i un ús sorprenent del tipus d'efectes fora de l'escenari amb els quals Rossini havia estat experimentant en els celebracions reials de Ricciardo e Zoraide.
Osborne també assenyala la manera en què "els materials d'origen s'han entrellaçat, fent la sensació d'un drama musical que, en certa manera, ha estat 'composició a través'". Gossett està menys entusiasmat, assenyalant que "és gairebé impossible que la poesia italiana capti la qualitat del vers característic de Scott", però sí que està d'acord que "l'esperit del poema hi és".
Amb la data límit original de setembre, la nova òpera es va presentar a l'octubre i "va ser un èxit enorme", encara que no va estar exempta d'algunes interrupcions primerenques per part del públic.

## Representacions

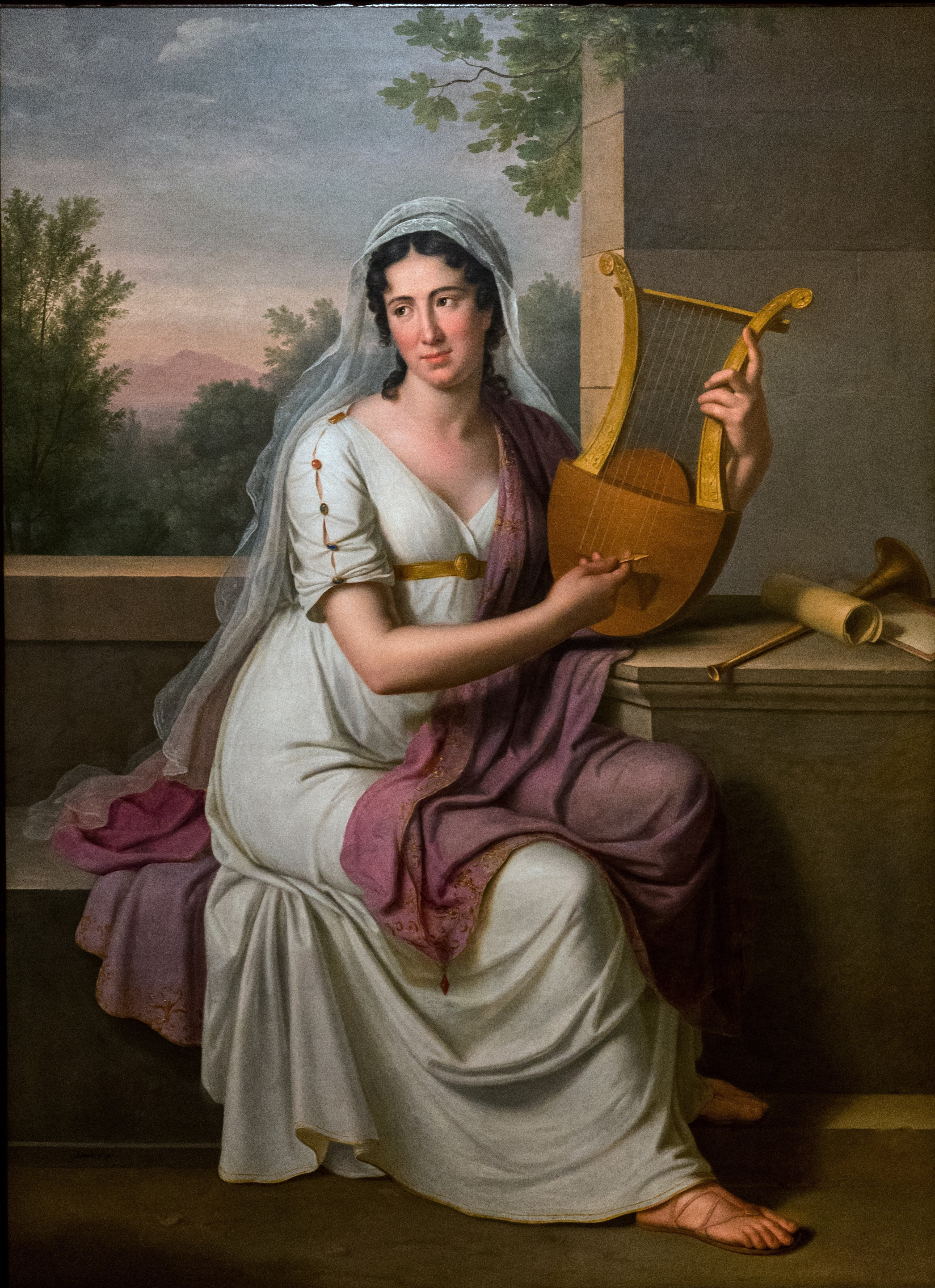
La soprano Isabella Colbran, la primera Elena

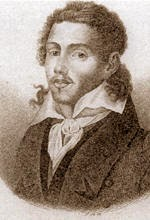
El tenor Giovanni David, el primer Uberto

### Estrena
L'òpera va rebre la seva estrena el 24 de setembre de 1819, amb un repartiment debut de cantants experimentats que treballaven regularment junts, incloent-hi Isabella Colbran com Elena, Benedetta Rosmunda Pisaroni com a Malcolm i Giovanni David com a Uberto/Rei Jaume.
Les reaccions inicials van ser mixtes, amb la facció conservadora disgustada per la seva aparença elaborada i els seus números concertats en comparació amb la senzillesa de Ricciardo e Zoraide l'any anterior. Un relat contemporani dels fets de la vetllada revela que, en absència de membres de la cort reial, hi va haver interrupcions. A. Azevedo, en el seu llibre de 1864 sobre el compositor, assenyala que "el públic es va trobar lliure de tota restricció [....] el públic xiulava i esbroncava, i va desafiar tant als artistes com al compositor durant gairebé tota la vetllada". No obstant això, afirma que després de la brillantor del final del rondó de Colbran, es van mostrar molt entusiasmats i la van cridar a l'escenari moltes vegades, com va fer Rossini (que s'havia negat a aparèixer i ja havia marxat a Milà, on es trobava sota contracte per compondre Bianca e Falliero).

### Segle XIX
Malgrat la mala acollida inicial de l'òpera a Nàpols, a l'arribada a Milà, Rossini va anunciar que va ser un èxit sense qualificacions. La donna va romandre en el repertori de San Carlo durant 12 anys, fins a la temporada 1834/35. Es va representar a Londres el febrer de 1823 i es va posar en escena durant 15 temporades fins a 1851, mentre que va tenir el seu debut nord-americà a Nova Orleans el juny de 1829, seguit de Nova York el 1833.
Moltes ciutats importants d'Itàlia, així com Barcelona, Sant Petersburg i molts teatres sud-americans van veure produccions fins al 1860, quan hi va haver una actuació a Trieste. Després d'això va desaparèixer.

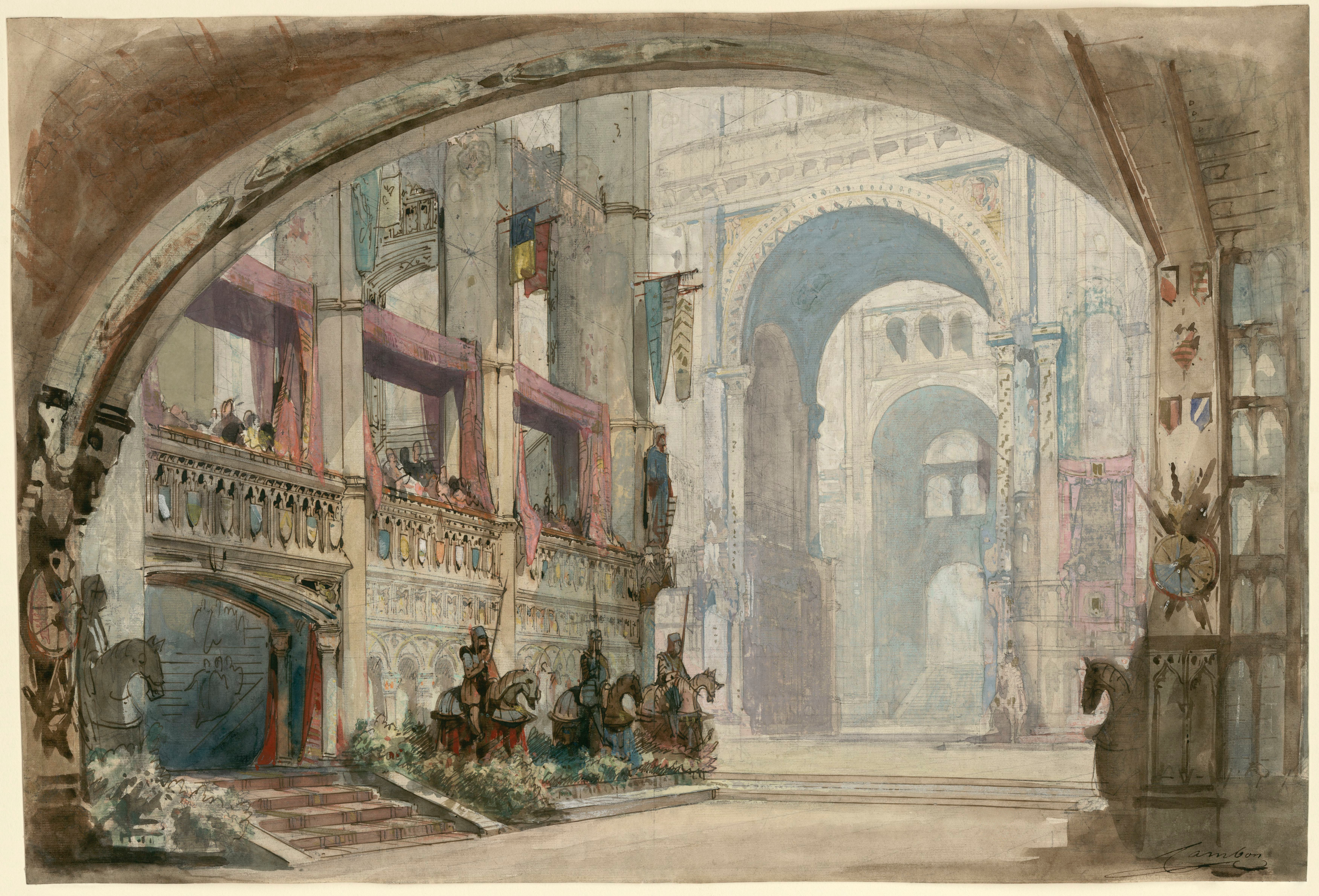
Escenografia per a l'acte III, escena 3 de Robert Bruce, un pasticcio en francès basat en La donna del lago

Encara que no es va representar a l'Opéra, La donna es va veure a París durant 13 temporades entre 1824 i 1854. Mentre Rossini hi vivia, el director de l'Opéra, Léon Pillet, se li va acostar l'any 1846, amb la sol·licitud d'escriure una nova obra. Rossini va declinar, perquè la companyia mai havia interpretat La donna. Per tant, Pillet va començar a col·laborar amb el compositor Louis Niedermeyer i el llibretista Gustave Vaëz per canviar la història de La donna a una època diferent i incorporar elements d'una altra obra de Scott; finalment, amb la benedicció de Rossini, també hi van afegir música de Zelmira i Armida, entre d'altres. Aquest "pasticcio", Robert Bruce, va ser estrenat el 30 de desembre de 1846 i "durant l'hivern, a un públic apreciat".

### Segle XX i més enllà
La donna va estar sense representar durant gairebé un segle fins al 1958, quan va tenir lloc un renaixement a Florència, on també es va gravar en representació al Teatro della Pergola durant el Maggio Musicale el 9 de maig. Deu anys més tard, es va presentar al Festival de Camden de Londres de 1969, amb Kiri Te Kanawa al paper principal.
El 1981, després d'una absència a Amèrica de gairebé 150 anys, la Houston Grand Opera va muntar una producció, protagonitzada per Frederica von Stade, Marilyn Horne i Rockwell Blake, i dirigida per Claudio Scimone. La mateixa producció i repartiment es van presentar posteriorment al Covent Garden. El 1981, el Rossini Opera Festival de Pesaro va presentar la primera posada en escena de la nova edició crítica de H. Colin Slim protagonitzada per Lella Cuberli i Philip Langridge. La mateixa producció es va recuperar el 1983 amb Katia Ricciarelli, Lucia Valentini Terrani i Samuel Ramey.
Diverses companyies europees i americanes -unes 25 en total- van representar l'òpera des dels anys seixanta fins a principis dels anys 2000, i hi ha enregistraments de moltes, inclòs un concert al Théâtre du Châtelet, París, el 2 de març de 1986. El 1990 va veure Cecilia Gasdia i Rockwell Blake en una actuació al Teatro Regio di Parma el gener de 1990.
L'any 1992, amb motiu del bicentenari del naixement de Rossini, La Scala va muntar la seva primera producció de l'òpera en 150 anys, amb un repartiment que incloïa experts en belcanto com June Anderson, Rockwell Blake i Chris Merritt, amb escenografia de Werner Herzog i dirigida per Riccardo Muti. Anna Caterina Antonacci va protagonitzar un concert al Concertgebouw, Amsterdam, el 28 de març de 1992.
Juan Diego Flórez va cantar el paper d'Uberto en una actuació al Palafestival de Pesaro l'agost de 2001, repetint aquest paper l'any 2002 (amb Malcolm cantat per Daniela Barcellona) a l'Òpera Berlioz-Le Corume el 23 de juliol amb l'orquestra de l'⁣Òpera de Roma. Tant Florez com Barcelona van aparèixer al Kleines Festspielhaus de Salzburg a l'agost, amb Ruth Ann Swenson com a Elena i Bruce Fowler com a Rodrigo.
El 2003 es va presentar un concert sota la direcció d'Eve Queler a càrrec de l'⁣Opera Orchestra de Nova York el 19 de maig. Elena va ser cantada per Ruth Ann Swenson, Malcolm per Stephanie Blythe i Rodrigo per Bruce Fowler. També es va oferir un concert com a part del Festival d'Edimburg a l'Usher Hall, el 18 d'agost de 2006.
L'⁣Òpera de París va presentar la seva primera producció de l'obra el juny de 2010 al Palais Garnier amb un repartiment encapçalat pels especialistes de Rossini Joyce DiDonato com Elena i Juan Diego Flórez com Rei Jaume/Uberto. La producció de Lluís Pasqual va ser dirigida per Roberto Abbado. Aquesta producció va viatjar de París a La Scala l'octubre de 2011, ometent els elements de ball.
L'òpera, amb part del repartiment de París, va ser presentada per The Royal Opera, Covent Garden a la primavera del 2013. La producció, de John Fulljames, va ser dirigida per Michele Mariotti. El 13 de juliol de 2013,The Santa Fe Opera va presentar una nova coproducció amb el Metropolitan Opera com a part de la seva temporada de festivals, protagonitzada també per Joyce DiDonato, amb Lawrence Brownlee com a Uberto/El rei, Marianna Pizzolato com a Malcolm, René Barbera com a Rodrigo. i Wayne Tigges com a Douglas. L'estrena d'aquesta òpera al Metropolitan Opera va començar el 16 de febrer de 2015 amb un repartiment semblant a La Scala, però amb una nova producció, que incloïa DiDonato com a Elena i Juan Diego Flórez com a Uberto.

## Argument
Escòcia sota el rei Jaume V (regna entre 1513 i 1542) es trobava en un estat de malestar. Entre els rebels hi havia Douglas (el pare de l'Elena), Rodrigo (a qui ha estat promesa) i Malcolm (a qui estima). El Rei té el costum de recórrer les seves terres disfressat d'Uberto. En veure Elena, s'enamora instantàniament d'ella, però ella el rebutja afirmant que està confonent l'hospitalitat i l'amistat amb l'interès romàntic. Mentrestant s'ha adonat que ella està relacionada amb els seus enemics. Els clans es reuneixen per enderrocar el rei, i Rodrigo i Douglas descobreixen l'amor secret d'Elena per Malcolm. Ella intenta mantenir la pau, però la crida a les armes desvia els soldats. La batalla no va bé, i Rodrigo és assassinat. De nou, el rei disfressat es troba amb l'Elena i li dona un anell per portar-lo al rei si mai té problemes. Ella decideix utilitzar-lo i se'n va al castell de Stirling on descobreix que tant Malcolm com Douglas han estat empresonats. Ella defensa els seus casos, i el rei els perdona magnànimament i beneeix la unió, ara sense obstacles per Rodrigo, entre Elena i Malcolm.

### Acte I
Escena 1

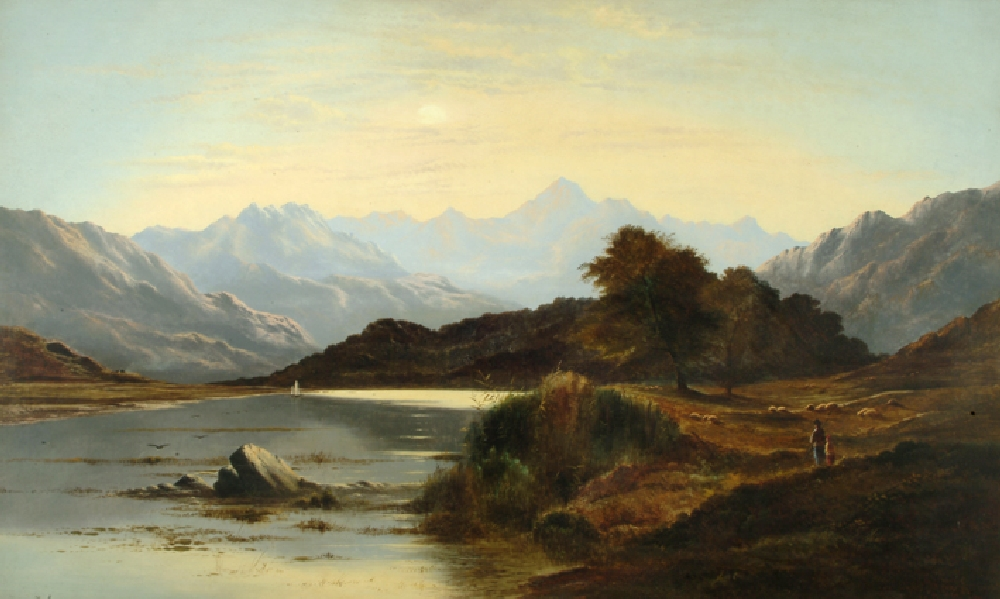
El Loch Katrine, on es desenvolopa l'òpera

Els pastors estan vigilant els ramats a l'alba a la vora del Loch Katrine, i els homes en els boscos propers estan caçant (Cor: Del di la messaggiera). Elena travessa el llac i canta l'enyorança pel seu veritable amor, Malcom (Cavatina: Oh mattutini albori). A la vora del llac, Elena es troba el rei Jacobo que s'ha disfressat com a Uberto en l'esperança de trobar-se amb la bella Elena. Elena creu que és un caçador perdut i li ofereix ajuda. Giacomo es mostra conforme i els dos se'n van a la casa d'Elena (Duettino: Scendi nel piccol legno). Mentrestant els homes en el seu seguici busquen el rei disfressat (Cor: 0Uberto! Ah! Dove t'ascondi?).
Escena 2
A l'arribada a casa de l'Elena, Uberto/rei Giacomo veu les insígnies dels seus avantpassats i s'assabenta que el pare d'Elena és Duglas, l'anterior tutor del rei que ara s'hi enfronta. Els amics de l'Elena arriben i canten el seu compromís pel seu pare a Rodrigo, cap de la tribu escocesa oposada al rei Giacomo -els Highlanders. Uberto/Giacomo es torna gelós. Determina, però, que l'Elena no està enamorada de Rodrigo (Duo: Li mie barbare vicende) i deixa la casa d'Elena, una mica animat sobre les perspectives pròpies (Duo: Cielo! In qual estasi!). Malcom arriba, havent determinat unir-se als Highlanders. A soles, canta les seves tendres memòries sobre Elena (Mura felice... Elena! oh tu, che chiamo). Sense ser vist, Malcom després veu a Elena i el seu pare discutint el seu proper matrimoni amb Rodrigo. Douglas ordena a la seva filla casar-se tal com ell ha manat, malgrat la seva reticència (Ària: Taci, lo voglio, e basti). Després que Duglas se n'hagi anat, Malcom s'acosta a Elena i tots dos comprometen la seva mútua i imperible devoció (duetino: Vivere io non potro).
Escena 3
Els guerrers Highlanders donen la benvinguda al seu líder Rodrigo (Cor: Qual rapido torrente). Rodrigo està ansiós per veure a la futura núvia (Cavatina: Eccomi a voi, miei prodi). Ella arriba amb el seu pare. Duglas recorda Elena la seva obligació i Rodrigo declara el seu amor. Malcom arriba per unir-se als Highlanders i Rodrigo presenta a Elena com la seva futura núvia. Malgrat els esforços d'Elena per amagar les seves emocions, tant Rodrigo com Duglas perceben una connexió entre Malcom i Elena. Serano entra per advertir d'un atac de les forces del rei. Rodrigo, Malcom i els guerrers Highlander es preparen per marxar a la batalla (Su...amici! guerrieri!).

### Acte II
Escena 1
Uberto/Giacomo ha vingut a trobar a Elena amb l'esperança d'estalviar-li les properes batalles (Cavatina: Oh fiamma soave). Mentrestant Elena li demana a Serano que trobi al seu pare, a qui desitja veure abans que marxi a la lluita. Uberto/Giacomo s'acosta a Elena i li declara el seu amor. Ella li diu que estan enamorats. Malgrat tot, Uberto li lliura a Elena un anell que ell li diu que li va ser lliurat pel rei. Li diu que l'ajudarà en temps de perill. Uberto/Giacomo es prepara per anar-se'n, però Rodrigo ha sentit l'anterior intercanvi amb la seva promesa. Aclaparat amb gelosia i ira, Rodrigo ordena als seus homes que matin a aquest estrany. Elena prega als homes de Rodrigo, i llavors aquest decideix reptar a un duel al mateix Uberto. Els dos homes surten, alhora que Elena intenta en va calmar la situació.
Escena 2
Malcom, prenent un respir en la batalla, busca a Elena. Serano li diu que ella ha anat darrere del seu pare Duglas que està viatjant al palau del rei a la recerca de pau. Rodrigo ha resultat mort i els Highlanders s'enfronten a una derrota certa. Malcom es dirigeix a palau, decidit a rescatar Elena del perill fins i tot si això significa arriscar la seva vida (Ària: Ah! si pera: ormai la morte!).
Escena 3
Al palau, Duglas prega al seu anterior estudiant el rei Giacomo pel perdó, però el rei ho rebutja. Mentrestant, Elena ha obtingut l'entrada al palau mostrant-li el seu anell d'«Uberto». Ella confia salvar les vides del seu pare, Malcom i fins i tot Rodrigo (inconscient de la seva mort). En la següent habitació ella escolta la veu d'«Uberto» qui està cantant el seu amor per ella (Aurora! ah sorgerai). Elena està encantada, segura que Uberto l'ajudarà a obtenir una entrevista amb el rei.
Escena 4
Els membres de la cort del rei s'han unit a ell en la sala del tron (Cor: Impogna il Re). Quan Elena intenta acostar-se al rei, el misteri se li revela: Uberto i el rei Giacomo són la mateixa persona. Giacomo, endolcint la seva postura pel seu afecte cap a Elena, decideix perdonar tant a Duglas com a Malcom. Elena s'alegra d'haver salvat tant al seu pare com al seu veritable amor, Malcom, mentre tothom s'alegra que la pau s'hagi restaurat (Rondo: Tanti affetti in tal momento!)

## Música
En descriure la conclusió del primer acte en termes musicals, Philip Gossett ens fa saber que, en la stretta,:
Rossini reuneix totes les melodies de manera contrapuntística, amb orquestra completa, tres cors separats, solistes, òpera, trompetes, arpa, per al que sens dubte és el moment més emocionant de totes les seves òperes. Sigui o no fidel a Scott, està clarament motivat per un intens desig de capturar l'esperit de Scott, i aquest desig atrau Rossini per camins compositius que mai no havia pres.
És significatiu que Nàpols, per al Teatre San Carlo del qual es va escriure l'òpera, va ser l'escenari de moltes innovacions en la forma d'opera seria. Atesa la sofisticada audiència de la seva òpera, "el compositor podria experimentar amb formes musicals i dramàtiques de maneres que s'haurien trobat amb incomprensió en altres llocs". Precedint com va fer amb Maometto II i Zelmira, "en la seva varietat d'estats d'ànim, de formes, d'estils vocals, d'orquestració, [La Donna del Lago] és una de les òperes més atractives que Rossini hagi escrit mai [... .] i és l'òpera més alegre de Rossini".
En resumir el significat musical i creatiu d'aquesta òpera en la carrera global de Rossini, Gossett suggereix que, mentre que les dues àries de Malcolm i els "tanti affetti" finals d'Elena són "bel canto" en el seu millor moment, en aquesta òpera Rossini:
va abraçar totes les tècniques musicals conegudes per ell, va empènyer a un territori dramàtic i estructural en gran part desconegut en l'òpera italiana, va explorar les riqueses de l'orquestra, va redefinir la naturalesa del cor, va crear, en definitiva, una tradició a la qual els compositors posteriors que encara coneixien aquestes obres només podia mirar enrere amb admiració.
Charles Osborne assenyala que la música de l'acte II "es manté a un nivell alt" (en comparació amb les innovacions estructurals de l'acte I), però diversos aspectes criden la seva atenció. Aquests inclouen l'"andante cavatina" d'Oberto que comença amb Elena: Oh fiamma soave ("Oh dolça flama / Que veu el meu pit en flames!), seguida del duet Alla ragion, deh rieda ("Ah! que la teva ànima agitada i sobrecarregada") que després condueix a un trio de cabaletta amb Rodrigo "els dos tenors que lluiten entre ells amb una agilitat vocal d'alt vol", amb el "guanyador" Uberto amb el seu agut re. Osborne conclou assenyalant, com han fet altres estudiosos, que aquesta òpera anticipa com el compositor es va traslladar cap a Guillaume Tell.
En el seu assaig introductori al llibret que acompanya l'enregistrament de l'Opera Rara, Jeremy Commons fa un pas més enllà dels comentaris anteriors cridant l'atenció sobre la manera com el compositor pren la melodia de la cavatina inicial d'Elena (Oh mattutini albori! / "Oh, raigs del matí"), la porta de nou i en el duet amb Uberto (Elena: Scendi nel piccolo legno / "Descendeix al meu petit vaixell."), ho fa ressonant a l'orquestra quan la parella arriba a l'illa, i després torna a presentar just al final de l'acte II quan sentim a Uberto cantar-lo fora de l'escenari en forma de canzoncina : Aurora! ah sorgerai ("Alba! Ah! Sempre / Aixecareu de manera desfavorable per a mi?"). Commons explica que aquesta vinculació "és una prova que Rossini estava fent el primer pas cap a un concepte d'òpera, no com una sèrie d'elements dispars, sinó com un tot organitzat en el qual les parts es refereixen entre si, afegint ressonàncies addicionals cada vegada que torna aquest material".
L'ària Oh! quante lacrime finor versai, de l'acte I de l'òpera, destaca per ser la base d'"Introducció, tema i variacions per a clarinet i orquestra" de Rossini, una obra bàsica del repertori de clarinet solista.

## Enregistraments
| Any  | Elenc: Elena, Malcolm, Uberto (Giacomo), Rodrigo di Dhu                      | Director, Teatre d'òpera i orquestra                                                   | Segell:                                                              |
| ---- | ---------------------------------------------------------------------------- | -------------------------------------------------------------------------------------- | -------------------------------------------------------------------- |
| 1970 | Montserrat Caballé, Julia Hamari, Franco Bonisolli, Pietro Bottazzo          | Piero Bellugi, Orquestra i cor de la RAI de Torí                                       | Àudio CD: Opera d'Oro Cat: OPD 1206                                  |
| 1981 | Frederica Von Stade, Marilyn Horne, Rockwell Blake, Dano Raffanti            | Claudio Scimone, Houston Symphony Orchestra i Houston Grand Opera Chorus               | Àudio CD: Celestial Audio Cat: CA 417                                |
| 1983 | Katia Ricciarelli, Lucia Valentini Terrani, Dalmacio Gonzales, Dano Raffanti | Maurizio Pollini, The Chamber Orchestra of Europe i el cor de la Filharmònica de Praga | Àudio CD: CBS "Masterworks", Cat: CD 39311; Fonit Cetra, Cat: CDC 31 |
| 1992 | June Anderson, Martine Dupuy, Rockwell Blake, Chris Merritt,                 | Riccardo Muti, Teatro alla Scala Orquestra i cor                                       | Àudio CD: Philips Cat: 473 307-2; DVD: Opus Arte, Cat: OALS 3009D    |
| 2006 | Carmen Giannattasio, Patricia Bardon, Kenneth Tarver, Gregory Kunde          | Maurizio Benini, Scottish Chamber Orchestra i el Edinburgh Festival Chorus             | Àudio CD: Opera Rara, Cat: ORC 34                                    |

### Actuacions
- «La donna del lago».   La Scala, 2011. Arxivat de l'original el 2015-04-02. [Consulta: 15 març 2015].
- «La donna del lago».   Metropolitan Opera, 2015. Arxivat de l'original el 15 de març 2015. [Consulta: 15 març 2015].

### Enregistraments
- Commons, Jeremy (2007), "La donna del lago" in booklet accompanying the Opera Rara recording
- Gossett, Philip (1983), "La Donna del Lago and the revival of the Rossini 'opera seria' " in the booklet accompanying the 1983 Pollini recording.
- Kaufman, Tom (2007), "Historical Performances of La donna del lago" in booklet accompanying the Opera Rara recording

### Biografies de Rossini
- Alier, Roger. Gioachino Rossini (en castellà).  Barcelona: Edicions Daimon, 1986. ISBN 84-231-2852-0.
- Gallo, Denise. Gioachino Rossini: A Research and Information Guide. 2a edició.  Abingdon: Routledge, 2010. ISBN 9781135847012 [Consulta: 15 març 2015].
- Osborne, Richard. Rossini.  Nova York: Northeastern University Press, 1990. ISBN 1-55553-088-5.
- Osborne, Richard. Rossini: His Life and Works (en anglès). Segona edició.  Oxford: Oxford University Press, 2007. ISBN 978-0-19-518129-6.
- Toye, Francis. Rossini, the man and his music. Revised edition of Rossini: A Study in Tragi-Comedy, Heinemann, London 1934..  Nova York: Dover Publications, 1987. ISBN 9780486253961.
- Weinstock, Herbert (1968). Rossini: A Biography. New York: Knopf. OCLC 192614 i 250474431. Reprint (1987): New York: Limelight. ISBN 978-0-87910-071-1.